# Reda Laalaoui
Reda Laalaoui, né le 11 mai 2005 à Rabat (Maroc), est un footballeur marocain jouant au poste de milieu de terrain à Hull City.

## Biographie

### En club
Formé au Fath US, le 15 avril 2023, il fait ses débuts professionnels contre la RS Berkane en remplaçant Hamza El Moudane à la 86e minute (défaite, 1-0). En fin de saison, le 17 juin 2023, il reçoit sa première titularisation contre le Chabab Mohammédia, lancé par son entraîneur Jamal Sellami.
Lors de la saison 2023-2024, il inscrit son premier but professionnel le 7 février 2024 contre le Wydad Casablanca grâce à une passe décisive de Sallah Moussaddaq, assurant ainsi une victoire 2-1 à la dernière minute du match. En fin de saison, il reçoit l'intérêt de plusieurs clubs européens, mais décide finalement de rester au Fath US,,.

### En sélection
Le 16 mai 2023, il reçoit sa première sélection avec l'équipe du Maroc -20 ans pour un match amical contre le Burkina Faso -20 ans, sous la direction du sélectionneur Mohamed Ouahbi.
En novembre 2023, il est finaliste du championnat d'Afrique du Nord des nations de football des moins de 20 ans (tournoi de l'UNAF) contre la Tunisie -20 ans, face auquel il inscrit l'unique but du Maroc (défaite, 3-1),.
En novembre 2024, il participe à son deuxième tournoi de l'UNAF, en Égypte. Il inscrit son premier but dans cette compétition, lors de la deuxième journée contre la Tunisie -20 ans (victoire, 2-1),.

## Palmarès

### En sélection
- Maroc -20 ans
  - Championnat d'Afrique du Nord des nations
    -  Vice-champion en 2023
    -  Champion en 2024[12]

  - Coupe d'Afrique des nations
    -  Finaliste en 2025

### Sources
- Hanif Ben Berkane, « FUS : la pépite marocaine Reda Laalaoui séduit en Europe », Foot Mercato,‎ 23 mai 2024 (lire en ligne)